# Sarezzano
Sarezzano (piemontesisch Sarzàn) ist eine Gemeinde in der italienischen Provinz Alessandria (AL), Region Piemont.

## Lage und Einwohner
Die Gemeinde Serezzano liegt 28 km östlich von der Provinzhauptstadt Alessandria und knapp 7 km südöstlich von Tortona auf einer Höhe von 300 m über dem Meeresspiegel. Das Gemeindegebiet umfasst eine Fläche von 13,79 km² und hat 1098 (Stand 31. Dezember 2023) Einwohner. Die am Fluss Grue liegende Gemeinde besteht aus den Ortsteilen Baracca, Cucco, Palazzina, Rocca Grue, San Ruffino, Sant Innocenzo und Sarezzano. 
Die Nachbargemeinden sind Berzano di Tortona, Cerreto Grue, Monleale, Montegioco, Tortona, Viguzzolo und Villaromagnano.

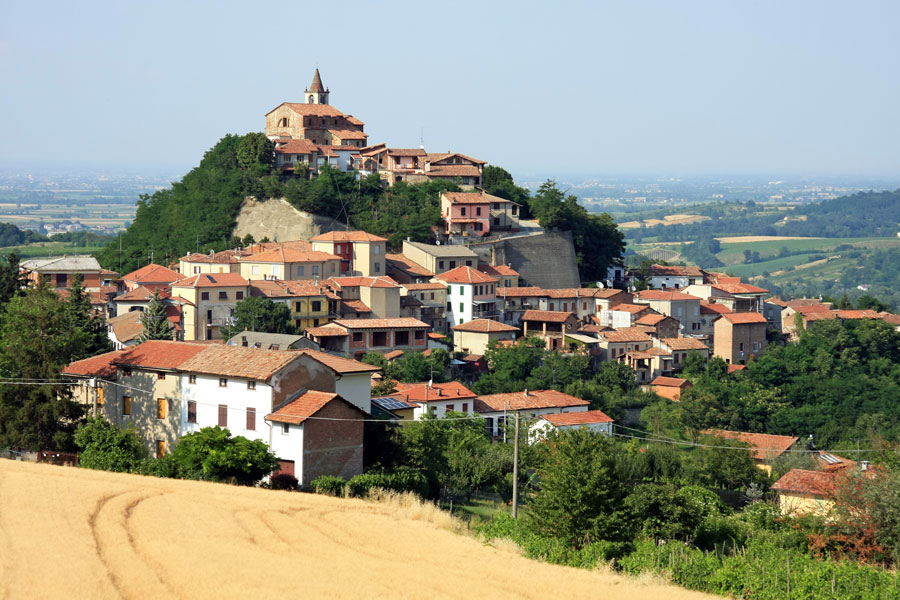
Panorama von Sarezzano

## Geschichte

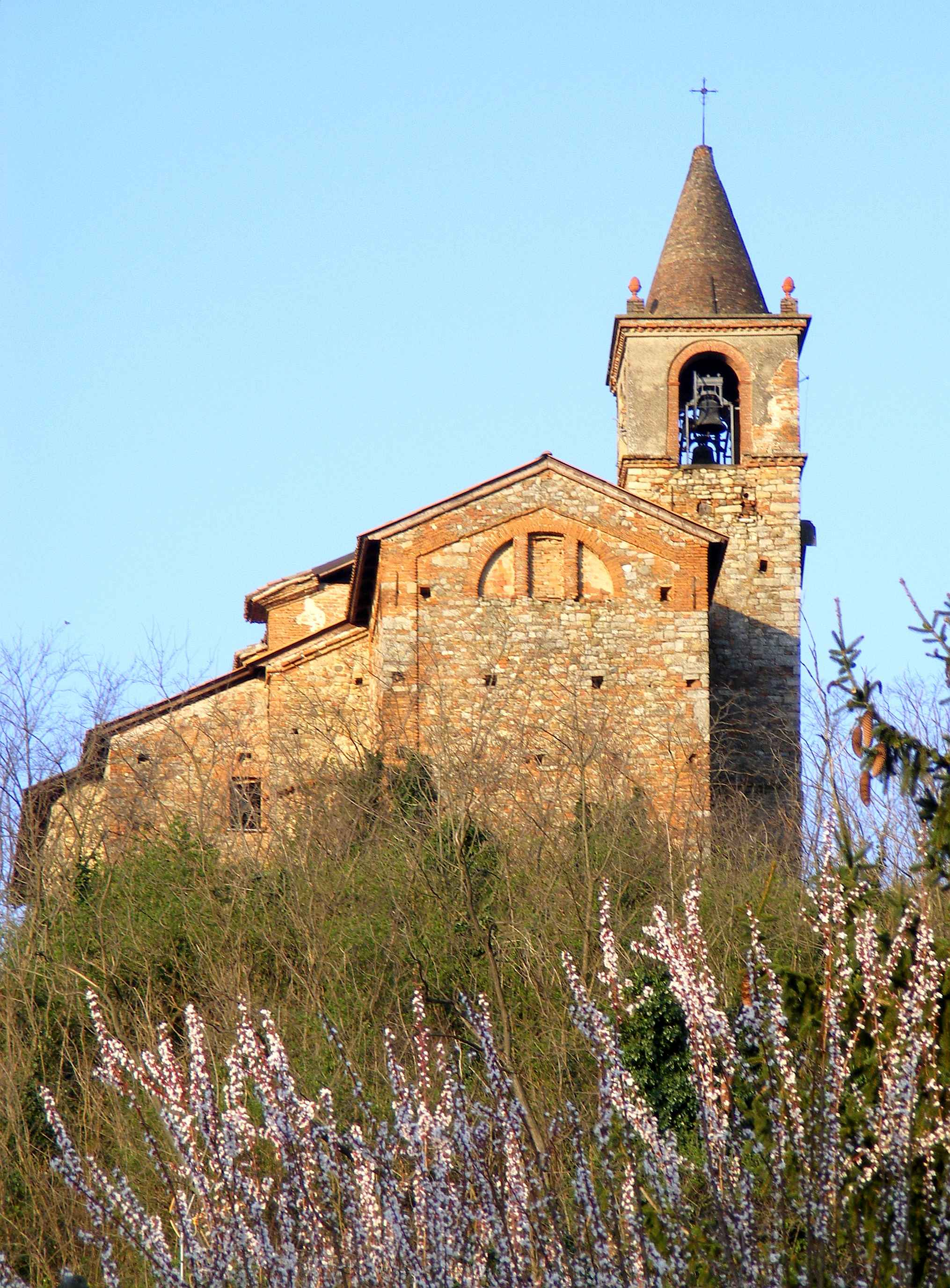
Die Schlosskirche

Der Ortsname ist ab 1006 durch die Formen „Sarçannus“, „Sarzanus“, „Sarçanus“, „Sarzianus“, „Sarcianus“ und „Sarçianus“ belegt, deren gemeinsames Unterscheidungsmerkmal im Wechsel zwischen „z“ und „c“. In anderen Formen erleben wir auch den Übergang von „ar“ zu „er“, was im heutigen Namen zu „ar“ zurückkehren wird: „Serçanus“, „Serzanus“. Die Bescheinigung „Serezanus“ stammt aus dem Jahr 1248 und ist durch die Epenthese „e“ gekennzeichnet, die ebenfalls typisch für den modernen Ortsnamen ist. 
Die Siedlung entstand in der Römerzeit, wie zahlreiche archäologische Funde belegen, unter denen diejenigen, die sich auf die Konsulatsvilla der Quinzi beziehen, eine herausragende Stellung einnehmen, einer Familie, die Tortona im 4. Jahrhundert den elften Bischof seiner Geschichte schenkte, Sant'Innocenzo Quinzio. Im Mittelalter unterstützte es den Welfen Tortona gegen die Ghibellinen von Pavia und die kaiserlichen Truppen von Federico Barbarossa. Es gab zahlreiche Menschen aus Tortona, die während der Belagerung von 1155 Zuflucht in der Burg von Sarezzano fanden. Anschließend wurde es Teil des Besitzes des Bistums Tortona und ging im 15. Jahrhundert als Lehen an die Familie Guidobono Cavalchini über, unter deren Herrschaft es bis zum Ende des 18. Jahrhunderts blieb, als es dem Königreich Sardinien einverleibt wurde.
Im Jahr 1585 wurden die Überreste zweier Einsiedlermönche, Ruffino und Venanzio, die sich um das 6. Jahrhundert in der Gegend niederließen, sowie in einer Holzkiste ein kostbarer frühmittelalterlicher Kodex namens CODEX PURPUREUS entdeckt, der aus siebzig Personen bestand, zwei Blätter eines Originaltextes der vier Evangelien. Es handelt sich um ein einzigartiges Beispiel der Mailänder (Ambrosianischen) Liturgie vor der Karolingerzeit, das heute in der Bischofskurie von Tortona aufbewahrt wird.

## Sehenswürdigkeiten
Im Jahr 1855 wurde die ehemalige Schlosskirche, die 1610 durch einen Blitzschlag schwer beschädigt und anschließend wieder aufgebaut wurde, zur Pfarrkirche erhoben. In den 1950er Jahren wurde sie dann durch ein neu errichtetes Gebäude am Fuße des Hügels, auf dem die Burg stand, ersetzt, das den Heiligen Ruffino und Venanzio gewidmet war.